# A maratoni távú kajakozás-kenuzás világbajnokainak listája

Az alábbi táblázatok a maratoni távú kajakozás-kenuzás világbajnokait ismerteti. A síkvízi kajakozás és kenuzás, valamint a szlalomkajak-kenu világbajnokait külön táblázatok tartalmazzák.

## Férfi kajak versenyszámok
| Év, helyszín          | Kajak egyes      | Kajak egyes             | Kajak kettes                                  | Kajak kettes            |
| --------------------- | ---------------- | ----------------------- | --------------------------------------------- | ----------------------- |
| 1988 Nottingham       | John Jacoby      | Ausztrália              | Thor Nielsen, Lars Koch                       | Dánia                   |
| 1990 Koppenhága       | Petrovics Kálmán | Magyarország            | Thor Nielsen, Lars Koch                       | Dánia                   |
| 1992 Brisbane         | Ivan Lawler      | Nagy-Britannia          | Ramon Andersson, Steve Wood                   | Ausztrália              |
| 1994 Amszterdam       | Lars Koch        | Dánia                   | Steven Harris, Ivan Lawler                    | Nagy-Britannia          |
| 1996 Växholm          | Meek Chadleigh   | Ausztrália              | Steven Harris, Ivan Lawler                    | Nagy-Britannia          |
| 1998 Fokváros         | Ivan Lawler      | Nagy-Britannia          | Jámbor Attila, Szakály Viktor                 | Magyarország            |
| 1999 Győr             | Ivan Lawler      | Nagy-Britannia          | Jámbor Attila, Szakály Viktor                 | Magyarország            |
| 2000 Dartmouth        | Manuel Busto     | Spanyolország           | Jorge Alonso, Santiago Guerrero               | Spanyolország           |
| 2001 Stockton-on-Tees | Manuel Busto     | Spanyolország           | Spanyolország                                 | Norvégia                |
| 2003 Valladolid       | Hank McGregor    | Dél-Afrika              | Jámbor Attila, Salga István                   | Magyarország            |
| 2005 Perth            | Manuel Busto     | Spanyolország           | Oier Aizpurua, Manuel Busto                   | Spanyolország           |
| 2006 Trémolat         | Shaun Rubenstein | Dél-Afrika              | Oier Aizpurua, Manuel Busto                   | Spanyolország           |
| 2007 Győr             | Emilio Merchan   | Spanyolország           | Oier Aizpurua, Manuel Busto                   | Spanyolország           |
| 2008 Týn nad Vltavou  | Emilio Merchan   | Spanyolország           | Antony Stott, Cameron Schoeman                | Dél-Afrika              |
| 2009 Crestuma         | Manuel Busto     | Spanyolország           | Emilio Merchán, Álvaro Fernández Fuiza        | Spanyolország           |
| 2010 Banyoles         | Ben Brown        | Nagy-Britannia          | Walter Bouzán Sanchez, Álvaro Fernández Fuiza | Spanyolország           |
| 2011 Singapore        | Hank McGregor    | Dél-afrikai Köztársaság | Walter Bouzán Sanchez, Álvaro Fernández Fuiza | Spanyolország           |
| 2012 Róma             | Ivan Alonso      | Spanyolország           | Ivan Alonso, Emilio Merchán                   | Spanyolország           |
| 2013 Koppenhága       | Hank McGregor    | Dél-afrikai Köztársaság | Ivan Alonso, Emilio Merchán                   | Spanyolország           |
| 2014 Oklahoma City    | Hank McGregor    | Dél-afrikai Köztársaság | Hank McGregor, Jasper Mocke                   | Dél-afrikai Köztársaság |

## Női kajak versenyszámok
| Év, helyszín          | Kajak egyes        | Kajak egyes    | Kajak kettes                             | Kajak kettes   |
| --------------------- | ------------------ | -------------- | ---------------------------------------- | -------------- |
| 1988 Nottingham       | Jane Hall          | Ausztrália     | Gayle Mayes, Denis Cooper                | Ausztrália     |
| 1990 Koppenhága       | Ingeborg Rasmussen | Norvégia       | Erdődi Ágnes, Baranyai Andrea            | Magyarország   |
| 1992 Brisbane         | Susanne Gunnarsson | Svédország     | Anett Schuck, Antje Manfroni             | Németország    |
| 1994 Amszterdam       | Susanne Gunnarsson | Svédország     | Denise Cooper, Shelly Jesney             | Ausztrália     |
| 1996 Växholm          | Susanne Gunnarsson | Svédország     | Susanne Rosenqvist, Maria Haglund        | Svédország     |
| 1998 Fokváros         | Susanne Gunnarsson | Svédország     | Esa Eklund, Susanne Rosenqvist           | Svédország     |
| 1999 Győr             | Anna Hemmings      | Nagy-Britannia | Pitz Andrea, Csay Renáta                 | Magyarország   |
| 2000 Dartmouth        | Mara Santos        | Spanyolország  | Pitz Andrea, Csay Renáta                 | Magyarország   |
| 2001 Stockton-on-Tees | Anna Hemmings      | Nagy-Britannia | Anna Hemmings, Helen Gilby               | Nagy-Britannia |
| 2003 Valladolid       | Csay Renáta        | Magyarország   | Csay Renáta, Szonda Kornélia             | Magyarország   |
| 2005 Perth            | Anna Hemmings      | Nagy-Britannia | Csay Renáta, Szonda Kornélia             | Magyarország   |
| 2006 Trémolat         | Anna Hemmings      | Nagy-Britannia | Mette Barfod, Anne Lolk                  | Dánia          |
| 2007 Győr             | Anna Hemmings      | Nagy-Britannia | Anne Lolk, Henriette Hansen              | Dánia          |
| 2008 Týn nad Vltavou  | Folláth Vivien     | Magyarország   | Anne Lolk, Henriette Hansen              | Dánia          |
| 2009 Crestuma         | Beatriz Gomes      | Portugália     | Anne Lolk, Henriette Engel               | Dánia          |
| 2010 Banyoles         | Csay Renáta        | Magyarország   | Csay Renáta, Faldum Berenike             | Magyarország   |
| 2011 Singapore        | Csay Renáta        | Magyarország   | Csay Renáta, Farkasdi Ramóna             | Magyarország   |
| 2012 Róma             | Csay Renáta        | Magyarország   | Csay Renáta, Farkasdi Ramóna             | Magyarország   |
| 2013 Koppenhága       | Csay Renáta        | Magyarország   | Henriette Engel Hansen, Jeanette Løvborg | Dánia          |
| 2014 Oklahoma City    | Csay Renáta        | Magyarország   | Csay Renáta, Bara Alexandra              | Magyarország   |
| 2015 Győr             | Anna Koziskova     | Csehország     | Csay Renáta, Bara Alexandra              | Magyarország   |
| 2016 Brandenburg      | Csay Renáta        | Magyarország   | Csay Renáta, Bara Alexandra              | Magyarország   |
| 2017 Pietermaritzburg | Lani Belcher       | Nagy-Britannia | Kiszli Vanda, Mihalik Sára Anna          | Magyarország   |
| 2018 Prado Vila Verde | Kiszli Vanda       | Magyarország   | Csay Renáta, Czéllai-Vörös Zsófia        | Magyarország   |
| 2019 Shaoxing         | Kiszli Vanda       | Magyarország   | Csay Renáta, Czéllai-Vörös Zsófia        | Magyarország   |
| 2020 [[]]             | [[]]               |                | [[]], [[]]                               |                |

## Kenu versenyszámok
| Év, helyszín          | Kenu egyes       | Kenu egyes    | Kenu kettes                          | Kenu kettes    |
| --------------------- | ---------------- | ------------- | ------------------------------------ | -------------- |
| 1988 Nottingham       | Pétervári Pál    | Magyarország  | Steven Train, Andrew Train           | Nagy-Britannia |
| 1990 Koppenhága       | Stig Jeppesen    | Dánia         | Arne Nielsson, Christian Frederiksen | Dánia          |
| 1992 Brisbane         | Kolozsvári Gábor | Magyarország  | Arne Nielsson, Christian Frederiksen | Dánia          |
| 1994 Amszterdam       | Arne Nielsson    | Dánia         | Bohács Zsolt, Gyulai István          | Magyarország   |
| 1996 Växholm          | Arne Nielsson    | Dánia         | Steven Train, Andrew Train           | Nagy-Britannia |
| 1998 Fokváros         | Pétervári Pál    | Magyarország  | Steven Train, Andrew Train           | Nagy-Britannia |
| 1999 Győr             | Pétervári Pál    | Magyarország  | Györe Attila, Csabai Edvin           | Magyarország   |
| 2000 Dartmouth        | Carsten Scales   | Dánia         | Györe Attila, Csabai Edvin           | Magyarország   |
| 2001 Stockton-on-Tees | Pavel Bednár     | Csehország    | Györe Attila, Csabai Edvin           | Magyarország   |
| 2003 Valladolid       | Bertrand Hemonic | Franciaország | Györe Attila, Csabai Edvin           | Magyarország   |
| 2005 Perth            | Csabai Edvin     | Magyarország  | Györe Attila, Csabai Edvin           | Magyarország   |
| 2006 Trémolat         | Csabai Edvin     | Magyarország  | Györe Attila, Csabai Edvin           | Magyarország   |
| 2007 Győr             | Csabai Edvin     | Magyarország  | Györe Attila, Csabai Edvin           | Magyarország   |
| 2008 Týn nad Vltavou  | Csabai Edvin     | Magyarország  | Györe Attila, Csabai Edvin           | Magyarország   |
| 2009 Crestuma         | Csabai Edvin     | Magyarország  | Csabai Edvin, Nagy Péter             | Magyarország   |
| 2010 Banyoles         | Matthias Ebhardt | Németország   | Óscar Graña Blanco, Ramón Ferro Dios | Spanyolország  |

## Lásd még
- A síkvízi kajakozás világbajnokainak listája
- A síkvízi kenuzás világbajnokainak listája
- A szlalomkajakozás és -kenuzás világbajnokainak listája